# Pesca in porto
La pesca nei porti è la pesca sportiva praticata dai porti o dai moli.
È molto diffusa in Italia per la quantità di pesce che si può pescare ed anche per la varietà di fauna presente nei porti.
Per praticare la pesca nei porti bisogna avere un'autorizzazione del comandante del porto.
Si possono usare diverse tecniche di pesca in funzione dal tipo di pesce che si vuol pescare. La più diffusa attualmente è la tecnica alla bolognese, che consiste in una canna abbastanza lunga (circa 6-7 metri), molto leggera e correlata di un mulinello molto leggero, anche perché in questa tecnica la maggior parte del tempo la canna si tiene in mano.
Generalmente in questa pesca si usa come esca il bigattino con l'aiuto del pasturatore per insidiare delle spigole o altri pesci predatori utilizzando una montatura con galleggiante e piombata a dovere.
La pesca nei porti è anche molto frequentata perché a causa degli spostamenti dei pescherecci e delle barche il fondale è sempre in continuo movimento, ciò fa sì che il pesce trovi sempre di cui cibarsi senza difficoltà, ed è per questo che nei porti si possono trovare tante razze diverse di pesce, come: spigole, orate, mormore, granchi, pesci serra, saraghi, cefali, polpi, ecc.
La bolognese non è l'unica pesca che si può fare nei porti, molto diffusa è anche la pesca a fondo, che consiste in una canna da lancio abbastanza robusta con un mulinello sempre dello stesso calibro. Si prepara la montatura con un filo di nylon che varia dal 23/45, in funzione della pesca e dal tipo di pesce che si vuol catturare, un piombo a palla scorrevole in modo tale da resistere alle forti correnti presenti nel molo ed infine uno o due ami che variano dal 10 all'1.
Le esche più adatte sono: arenicola, americano, bigattino, sardina, saltarello coreano.